# Codreanca
Codreanca è un comune della Moldavia situato nel distretto di Strășeni di 2.565 abitanti al censimento del 2004.

## Località
Il comune è formato dall'insieme delle seguenti località (popolazione 2004):
- Codreanca (2.066 abitanti)
- Lupa-Recea (499 abitanti)